# Ca la Vila (Sedó)
Ca la Vila és una casa de Sedó, al municipi de Torrefeta i Florejacs (Segarra) inclosa a l'Inventari del Patrimoni Arquitectònic de Catalunya.

## Descripció
Edifici de dues plantes i golfa. A la façana principal (al sud), a la planta baixa, hi ha gran entrada amb arc adovellat de mig punt, a la seva esquerra, hi ha una finestra amb reixa. A la planta següent, a sobre de l'entrada, hi ha una finestra amb llinda de pedra i ampit. A la seva esquerra, hi ha un balcó de forja. A les golfes, hi ha dues petites obertures. Coberta de dos vessants (Nord-Sud), acabada amb teules.